# Пещера Вялова
Пещера Вялова или Тогере́к-Ала́н-Хоса́р (укр. Печера Вялова, Тогерек-Алан-Хосар, крымскотат. Tögerek Alan Hasar, Тёгерек Алан Хасар) — карстовая пещера на территории городского округа Алушта Крыма в Крымских горах на Нижнем плато массива Чатыр-Даг.

## Описание
Относится к Горно-Крымской карстовой области. Пещера названа в честь советского геолога О. С. Вялова. Старое название пещеры Тогерек-Алан-Хосар означает в переводе с крымскотатарского языка «провал (у) круглой поляны» (tögerek — круглый, alan — поляна, hasar — провал, воронка).
Вертикальный вход в пещеры имеет длину 31 м. Далее переходит в глубокий наклон и уходит на глубину 124 м.
Пещера относится к пещерной системе Вялова.